# 칠정
칠정(七情)은 유학에서 인간의 여러 가지 감정을 통틀어 일컫는 말이다. 칠정이라는 표현이 처음 나타나는 곳은 《예기》, <예운>편으로 인간의 여러 감정들을 기쁨(희,喜), 노여움(노,怒), 슬픔(애,哀), 두려움(구,懼), 사랑(애,愛), 싫어함(오,惡), 바람(욕, 欲)의 일곱으로 묶어 나타내었다. 후대에서는 대개 《중용》에서 말하는 기쁨(희,喜), 노여움(노,怒), 슬픔(애,哀), 즐거움(락,樂)을 가리켜 칠정이라 하였다.

## 성리학과 칠정
조선의 성리학은 인간의 본성에 따른 마음인 사단과 인간의 감정인 칠정이 어떤 관계에 있는지에 대해 학파에 따라 다른 입장을 보였다. 이러한 견해 차이는 성리학의 기본 개념인 이(理)와 기(氣)에 대한 관점 문제에서부터 구체적인 인간의 행동에 대한 윤리, 정치적 척도에 이르기까지 서로 다른 주장을 하는 데에까지 발전하였다.